# 2019 en Italie
Chronologie de l'Italie
- 2015
- 2016
- 2017
- 2018
- 2019
- 2020
- 2021
- 2022
- 2023

2017 en Europe - 2018 en Europe - 2019 en Europe - 2020 en Europe - 2021 en Europe

## Événements

### Janvier 2019
- x

### Février 2019
- 7 février : à la suite des tensions diplomatiques croissantes entre le gouvernement français et le gouvernement italien, l'ambassadeur de France en Italie Christian Masset est rappelé en France. La réouverture de l'ambassade est annoncée le 15 février.
- 10 février : élections régionales dans les Abruzzes.
- 24 février : élections régionales en Sardaigne.

### Mars 2019
- 12 mars : naufrage du cargo « Ro-Ro » italien Grande America à environ 333 km de la côte atlantique française.
- 24 mars : élections régionales en Basilicate.

### Avril 2019
- x

### Mai 2019
- 26 mai :
  - élections européennes et élections municipales ;
  - élections régionales dans le Piémont.

### Juin 2019
Le mois de juin 2019 est le mois de juin le plus chaud jamais enregistré dans l'Histoire du monde. Ceci se traduit par la canicule précoce en Europe et en Afrique du Nord, au cours de laquelle des records absolus de température ont été battus en France et en Italie.
- 24 juin : Milan et Cortina d'Ampezzo sont choisies par le CIO pour l'organisation des Jeux olympiques d'hiver de 2026.
- À partir du 24 juin : l'Italie est touchée par une canicule européenne précoce, des records absolus de températures sont battus dans le nord.

### Juillet 2019
- 24 juillet : Le nouveau maire de Predappio annonce son intention d'ouvrir la crypte de Mussolini au public toute l'année. M. Canali a déclaré qu'il souhaitait promouvoir la tombe en tant qu'attraction touristique pour stimuler l'économie locale[2],[3],[4].

### Août 2019
- 20 août : Giuseppe Conte, président du Conseil, annonce sa démission.

### Septembre 2019
- 4 septembre : le gouvernement Conte II est formé.

### Octobre 2019
- 27 octobre : élections régionales en Ombrie. La coalition de centre-droit composée de la Ligue du Nord de Matteo Salvini, des Frères d'Italie, le parti d'extrême droite dirigé par Giorgia Meloni et de Forza Italia de Silvio Berlusconi remporte les élections régionales et peut former le premier gouvernement de centre droit en Ombrie depuis plus de 50 ans.

### Novembre 2019
- 12 novembre : acqua alta exceptionnelle à Venise[5].
- 14 novembre : le mouvement des sardines est lancé à Bologne.

### Décembre 2019
- x

## Culture

### Cinéma

#### Récompenses
- David di Donatello (27 mars)
- Rubans d'argent (29 juin)

#### Autres films sortis en Italie en 2019
- x

#### Mostra de Venise
- Lion d'or : Joker de Todd Phillips
- Lion d'argent du meilleur réalisateur : Roy Andersson pour Pour l'éternité
- Grand prix du jury de la Mostra de Venise : J'accuse de Roman Polanski
- Coupe Volpi de la meilleure interprétation féminine : Ariane Ascaride pour Gloria Mundi
- Coupe Volpi de la meilleure interprétation masculine : Luca Marinelli pour Martin Eden
- Prix du meilleur scénario : Yonfan pour No.7 Cherry Lane
- Prix Marcello Mastroianni du meilleur espoir : Toby Wallace pour Babyteeth
- Prix spécial du jury : La mafia non è più quella di una volta de Franco Maresco

### Littérature

#### Livres parus en 2019
- x

#### Prix et récompenses
- Prix Strega : Antonio Scurati, M. Il figlio del secolo (Bompiani)
  - Prix Strega européen : David Diop: Fratelli d'anima (Neri Pozza), traduit par Giovanni Bogliolo
- Prix Bagutta : Marco Balzano, Resto qui (Einaudi)
- Prix Bagutta de la première œuvre : Marco Amerighi, Le nostre ore contate (Mondadori)
- Prix Bancarella : Alessia Gazzola, Il ladro gentiluomo (Longanesi)
- Prix Brancati :
  - Fiction : ?
  - Poésie : ?
  - Jeunes : ?
- Prix Campiello : Andrea Tarabbia (it) pour Madrigale senza suono[6]
  - Prix Campiello de la première œuvre : Marco Lupo pour Hamburg
  - Prix de la Fondation Campiello : Isabella Bossi Fedrigotti
  - Prix Campiello Giovani : Matteo Porru pour Talismani
- Prix Malaparte : Colm Tóibín[7].
- Prix Napoli [8] :
  - Fiction : Andrea Pomella (it) pour L'uomo che trema (Einaudi)
  - Poésie : Nanni Cagnone pour Le cose innegabili (Avagliano)
  - Essai : Gian Piero Piretto pour Quando c’era l'URSS (Raffaello Cortina Editore)
- Prix Pozzale Luigi Russo :
  - Francesco Benigno (it), Terrore e terrorismo
  - Claudia Durastanti, La straniera
  - Evelina Santangelo (it), Da un altro mondo
- Prix Raymond-Chandler : Jonathan Lethem
- Prix Scerbanenco : Piergiorgio Pulixi pour L'isola delle anime[9] (Rizzoli Editore)
- Prix Stresa : Elena Loewenthal (it) pour Nessuno ritorna a Baghdad[10] (Bompiani)
- Prix Viareggio :
  - Roman : Emanuele Trevi, Sogni e favole, (Ponte alle Grazie)
  - Essai : Saverio Ricci (it), Tommaso Campanella (Salerno editrice)
  - Poésie : Renato Minore (it), O caro pensiero, (Aragno)
  - Première œuvre : Giovanna Cristina Vivinetto, Dolore minimo (Interlinea)
  - Prix spéciaux : Eugenio Scalfari, Sabino Cassese, Marco Bellocchio, Riccardo Muti et Gino Paoli[11].

## Décès en 2019

### Premier trimestre
- 7 janvier : Francesco Freda, maquilleur de cinéma. (° 6 janvier 1925)
- 9 janvier : Fernando Aiuti, médecin et homme politique. (° 8 juin 1935)
- 10 janvier : Erminio Boso, homme politique. (° 9 juillet 1945)
- 19 janvier : Mario Bertoncini, compositeur et pianiste. (° 27 septembre 1932)
- 26 janvier : Giuseppe Zamberletti, homme politique. (° 17 décembre 1933)
- 31 janvier : Francesco Bissolotti, luthier. (° 2 avril 1929)
- 1er février : Vincenzo Cannavacciuolo, dit Bobò, comédien. (° 1er décembre 1936)
- 13 février : Marisa Solinas, actrice et chanteuse. (° 30 mai 1939)
- 18 février : Alessandro Mendini, architecte et designer. (° 16 août 1931)
- 19 février : Giulio Brogi, acteur. (° 13 mai 1935)
- 22 février : Paolo Brera, romancier, poète, essayiste, traducteur et journaliste. (° 16 septembre 1949)
- 23 février : Marella Caracciolo di Castagneto, collectionneuse d'art et mécène. (° 4 mai 1927)
- 7 mars : Pino Caruso, acteur, écrivain et animateur de télévision. (° 12 octobre 1934)
- 10 mars : Sebastiano Tusa, archéologue et homme politique. (° 2 août 1952)
- 31 mars : Cesare Dujany, homme politique. (° 20 février 1920)

### Deuxième trimestre
- 2 avril : Giuseppe Zorzi, 81 ans, coureur cycliste, professionnel de 1960 à 1965. (° 25 mars 1938)
- 19 avril : Massimo Marino, 59 ans, acteur et animateur de télévision. (° 8 février 1960)
- 1er mai : Alessandra Panaro, 79 ans, actrice. (° 14 décembre 1939)
- 11 mai : Gianni De Michelis, 78 ans, homme politique. (° 26 novembre 1940)
- 20 mai : Nanni Balestrini, 83 ans, écrivain, poète et artiste visuel. (° 2 juillet 1935)
- 26 mai : Vittorio Zucconi, 74 ans, journaliste et écrivain. (° 16 août 1944)
- 28 mai : Fabio Calzavara, 68 ans, homme d'affaires et homme politique. (° 21 septembre 1950)
- 5 juin : Elio Sgreccia, 90 ans, cardinal, spécialiste de bioéthique, créé par Benoît XVI. (° 6 juin 1928)
- 10 juin : Valeria Valeri, 97 ans, actrice. (° 8 décembre 1921)
- 15 juin : Franco Zeffirelli, 96 ans, réalisateur, scénariste et producteur. (° 12 février 1923)

### Troisième trimestre
- 1er juillet : Ennio Guarnieri, directeur de la photographie. (° 12 octobre 1930)
- 5 juillet: Ugo Gregoretti, journaliste, écrivain, réalisateur et acteur. (° 28 septembre 1930)
- 9 juillet : Domenico Bova, homme politique. (° 22 novembre 1946)
- 10 juillet : Valentina Cortese, actrice. (° 1er janvier 1923)
- 13 juillet : Augusto Fantozzi, universitaire et homme politique. (° 24 juin 1940)
- 13 juillet : Paolo Sardi, cardinal. (° 1er septembre 1934)
- 17 juillet : Andrea Camilleri, metteur en scène et écrivain. (° 6 septembre 1925)
- 18 juillet : Luciano De Crescenzo, écrivain, réalisateur, scénariste et acteur. (° 18 août 1928)
- 19 juillet : Marisa Merz, artiste. (° 23 mai 1926)
- 19 juillet : Mattia Torre, scénariste, dramaturge et metteur en scène. (° 10 juin 1972)
- 20 juillet : Francesco Saverio Borrelli, magistrat. (° 12 avril 1930)
- 20 juillet : Ilaria Occhini, actrice. (° 28 mars 1934)
- 22 juillet : Giuliana Morandini, écrivain et critique littéraire. (° 1938)
- 23 juillet : Carlo Federico Grosso, avocat et juriste. (° 14 novembre 1937)
- 31 juillet : Raffaele Pisu, acteur. (° 24 mars 1925)
- 5 août : Alberto Sironi, réalisateur de télévision. (° 7 août 1940)
- 8 août : Fabrizio Saccomanni, économiste. (° 22 novembre 1942)
- 10 août : Piero Tosi, costumier et décorateur. (° 10 avril 1927)
- 13 août : Nadia Toffa, présentatrice de télévision. (° 10 juin 1979)
- 14 août : Akab (Gabriele Di Benedetto), auteur de bande dessinée et artiste. (° 26 juillet 1976)
- 15 août : Luigi Lunari, dramaturge, écrivain et essayiste. (° 3 janvier 1934)
- 16 août : Felice Gimondi, coureur cycliste. (° 29 septembre 1942)
- 18 août : Giulio Chierchini, auteur de bande dessinée. (° 22 mai 1928)
- 19 août : Cosimo Cinieri, acteur, dramaturge et réalisateur. (° 20 août 1938)
- 20 août : Giovanni Buttarelli, magistrat. (° 24 juin 1957)
- 20 août : Antonio Marini, magistrat. (° 10 janvier 1941)
- 23 août : Carlo Delle Piane, acteur. (° 2 février 1936)
- 23 août : Massimo Mattioli, auteur de bande dessinée. (° 25 septembre 1943)
- 29 août : Achille Silvestrini, cardinal. (° 25 octobre 1923)
- 10 septembre : Salvatore Mannuzzu, écrivain et homme politique. (° 7 mars 1930)
- 13 septembre : Bruno Grandi, dirigeant sportif. (° 9 mai 1934)
- 15 septembre : Roberto Villetti, homme politique. (° 24 août 1944)

### Quatrième trimestre
- 11 octobre : Ettore Spalletti; peintre et sculpteur. (° 26 janvier 1940)
- 12 octobre : Carlo Croccolo, acteur. (° 9 avril 1927)
- 16 octobre : Paolo Bonaiuti, homme politique. (° 7 juillet 1940)
- 22 octobre : Rolando Panerai, chanteur d'opéra. (° 17 octobre 1924)
- 28 octobre : Alberto Izzo, architecte. (° 25 juin 1932)
- 5 novembre : Omero Antonutti, acteur. (° 3 août 1935)
- 7 novembre : Remo Bodei, philosophe. (° 3 août 1938)
- 7 novembre : Maria Perego, artiste de l'animation. (° 8 décembre 1923)
- 8 novembre : Fred Bongusto, chanteur. (° 1er avril 1935)
- 13 novembre : Giorgio Corbellini, prélat. (° 20 avril 1947)
- 22 novembre : Cecilia Seghizzi, compositrice, peintre et supercentenaire. (° 5 septembre 1908)
- 23 novembre : Marco Del Re, graveur et peintre. (° 21 janvier 1950)
- 26 novembre : Vittorio Congia, acteur. (° 4 novembre 1930)
- 6 décembre : Mario Sossi, juge et homme politique. (° 6 février 1932)
- 29 décembre : Carla Calò, actrice. (° 21 septembre 1926)

#### Articles sur l'année 2019 en Italie
- Élections régionales italiennes de 2019

#### L'année sportive 2019 en Italie
- Championnat d'Europe de football espoirs 2019
- Championnat d'Italie de football 2018-2019
- Championnat d'Italie de football 2019-2020
- Coupe d'Italie de football 2018-2019
- Championnat d'Italie de rugby à XV 2018-2019
- Championnat d'Italie de rugby à XV 2019-2020
- Grand Prix automobile d'Italie 2019
- Milan-San Remo 2019
- Tour d'Italie 2019
- Tournoi de tennis de Rome (ATP 2019) (Masters de Rome)
- Tournoi de tennis de Rome (WTA 2019)

#### L'année 2019 dans le reste du monde
- L'année 2019 dans le monde
- 2019 par pays en Amérique, 2019 au Canada, 2019 aux États-Unis
- 2019 en Europe, 2019 dans l'Union européenne, 2019 en Belgique, 2019 en France, 2019 en Grèce, 2019 en Suisse
- 2019 en Afrique • 2019 par pays en Asie • 2019 en Océanie
- 2019 aux Nations unies
- Décès en 2019